# Michael Thomas
Michael Thomas (nacido en Middlesbrough, Reino Unido, en 1960) es un violinista, compositor y director de orquesta británico nacido en 1960. En la actualidad, es director titular de la Orquesta Bética Filarmónica de Sevilla; la Orquesta Bética de Cámara, formación fundada por Manuel de Falla en 1924; la Orquesta Ciudad de Almería (OCAL); la Joven Orquesta del Sur de España; la Orquesta Joven del Bicentenario; la Orquesta Joven de Almería; la Joven Orquesta Barroca de Andalucía; la Joven Orquesta Internacional de Sevilla (JOIS) y la Joven Orquesta Sinfónica de Sevilla (JOSS). Desde 2000 hasta 2011, ha sido director titular de la Orquesta Joven de Andalucía.

## Biografía
Michael Thomas cuenta con un reconocido prestigio internacional en sus facetas de intérprete, compositor y director de orquesta. 
Nacido en una familia de músicos, inició sus estudios de violín a temprana edad, logrando a los once años acceder a la Joven Orquesta Nacional de Gran Bretaña, convirtiéndose en el integrante más joven de la formación hasta ese momento. Tres años después, creó The Cleveland Concertante, de la que se convirtió en director y con la que ofreció el estreno de su Concierto para violonchelo n.º 1. Prosigue sus estudios en Salzburgo, de la mano de Sándor Végh e inicia su formación como director a los diecisiete años en el Royal Northern College of Music (RNCM) de Manchester, con el maestro Timothy Rhenish, culminándolos con éxito: se graduó con honores recibiendo el Premio Bass Charrington.
En 1978 fundó la Manchester String Orchestra, posteriormente renombrada como Kreisler Orchestra, con la que obtuvo el Premio de Juventudes Musicales de Belgrado; asimismo, asume la dirección de la Orquesta de Cámara del RNCM. También ha sido integrante de la European Community Youth Orchestra, en la que se le ofreció el puesto de concertino, así como en la Joven Orquesta de Islandia, bajo la batuta de Paul Zukovsky.
En 1971, creó el Cuarteto Brodsky, https://www.brodskyquartet.co.uk/ agrupación con la que ha ofrecido multitud de conciertos por todo el mundo, realizando asimismo grabaciones discográficas para televisión y radio.
Desde 2000 hasta 2011, ha sido director titular de la Orquesta Joven de Andalucía y actualmente es director titular de la Orquesta Ciudad de Almería, Orquesta Bética de Cámara de Sevilla (fundada por M. de Falla en 1924) y es director musical del proyecto educativo de la Joven Orquesta Sinfónica de Sevilla, actividad que compagina con la de concertista y compositor.
Considerado un gurú de la música, su visión global del arte y su inquietud por profundizar en la esencia de otros estilos musicales, le han llevado a colaborar con artistas de muy di-versa índole: Elvis Costelo, Paul McCartney, Björk, Kiko Veneno, Ian Carr, o Raimundo Amador, lo cual ha forjado un sello muy personal en su forma de entender la música y en su lenguaje como intérprete. Su actual "banda de rock", H.O.W. va camino de su tercer lanzamiento discográfico.  
El papel del Maestro Thomas es muy importante en el lanzamiento a nivel autonómico, nacional e internacional de jóvenes músicos. 
```
[
1
]
```

## Obra
- Concierto para violonchelo y orquesta
- Harold in Islington
- Jet Lag
- Concierto para violín y orquesta
- Flos Campi
- Poet in New York, canciones sobre poemas de García Lorca
- House of Windsor
- Next to the Runway

### Arreglos
- Música de Paul McCartney para los funerales de Linda McCartney.
- Canciones de la islandesa Björk.
- Álbum The Juliet Letters, de Elvis Costello, ganador de un Edison Award.
- Mississippi Variations : Variaciones Mississippi - The House of the Rising Sun.

## Premios y reconocimientos
- Bass Charrington Award
- Yehudi Menuhin Prize
- Premio del público de Londres
- Premio de la prensa de Londres
- Doctor honoris causa por la Teeside University
- Premio a la mejor interpretación de música moderna (Juventudes Musicales de Belgrado)